# Черки-Кощаково
Черки́-Коща́ково (тат. Казма) — село в Буинском районе Республики Татарстан, в составе Черки-Кильдуразского сельского поселения.

## География
Село находится на реке Свияга, в 13 км к северу от районного центра, города Буинска.

## История
Основание села Черки-Кощаково (также было известно под названием Кощакова) произошло не позднее второй половины XVII века.
В сословном отношении, в XVIII столетии и вплоть до 1860-х годов жителей села причисляли к государственным крестьянам. Их основными занятиями в то время были земледелие, скотоводство.
В «Списке населенных мест по сведениям 1859 года», изданном в 1866 году, населённый пункт упомянут как казённая деревня Чирки Кощаково (Казматово) 2-го стана Тетюшского уезда Казанской губернии. Располагалась при речке Ишмякове, по левую сторону почтового тракта из Казани в Симбирск, в 40 верстах от уездного города Тетюши и в 14 верстах от становой квартиры во владельческом селе Знаменское (Чипчаги). В деревне в 65 дворах жили 457 человек (217 мужчин и 240 женщин). Была мечеть.
По сведениям из первоисточников, в начале XX столетия в селе действовали мечеть, медресе.
С 1930 года в селе работали коллективные сельскохозяйственные предприятия.
Административно, до 1920 года село относилось к Тетюшскому уезду Казанской губернии, с 1920 года — к кантонам ТАССР, с 1930 года — к Буинскому району Татарстана.

## Население
| 2015 |
| ---- |
| 128  |

Динамика
По данным переписей, население села увеличивалось с 74 душ мужского пола в 1782 году до 803 человек в 1908 году. В последующие годы численность населения села уменьшалась, в 1970 году составила 307 человек, затем постепенно увеличивалась до 316 в 1979 году и уменьшилась до 112 человек в 2010 году, затем вновь увеличилась до 128 человек в 2015 году.
Национальный состав
Согласно результатам переписи 2002 года, в национальной структуре населения села татары составляли 100% из 146 человек.

## Экономика
Жители работают преимущественно в ООО «Коммуна», занимаются полеводством, животноводством.

## Социальные объекты
В селе действуют клуб, фельдшерско-акушерский пункт.

## Религиозные объекты
Мечеть (с 1991 года).

## Известные уроженцы
А. Б. Халидов (1929–2001) – востоковед, арабист, исламовед, доктор филологических наук.